# E (linguagem de programação)
E é uma linguagem de programação orientada a objetos para segurança de computação distribuída, criada por Mark S. Miller,  Dan Bornstein e outros da comunidade de eletricistas em 1997. E é descendente principalmente de uma linguagem concorrente, o Joule e do Original-E, um conjunto de extensões da linguagem Java para computação distribuída. A linguagem E combina programação baseada em troca de mensagens com a sintaxe do Java.

## Exemplos de código
A sintaxe do E é similar a do Java, além de também ter alguma semelhança com Python e Pascal.
Programa Olá Mundo
```
println
(
 
"Olá mundo!"
 
)

```

Função para fazer fatorações
```
def
 
factorial
(
 
n
 
:
int
  
)
 
:
int
 
{

    
if
 
(
 
n
 
==
 
0
 
)
 
{

        
return
 
1

    
}
 
else
 
if
 
(
 
n
 
>
 
0
 
)
 
{

        
return
 
n
 
*
 
factorial
(
 
n
 
-
 
1
 
)

    
}
 
else
 
{

        
throw
(
 
"invalid argument to factorial: "
 
+
 
n
 
)

    
}

}

```